# Hypermagic
Hypermagic — седьмой студийный альбом голландского дуэта Laserdance, выпущенный 30 июня 1993 года. Композитором всех песен является Михиль ван дер Кёй (Michiel van der Kuy).
Альбом продолжил классический стиль группы и, как и в предыдущем альбоме Technological Mind, присутствуют только быстрые, динамичные и танцевальные треки. Выпущен он был поспешно, без аранжировки Михиля ван дер Кёя, хотя на этот раз альбом удивляет более широким спектром мелодических решений, позволявших отличить друг от друга отдельные песни. Темп песен немного выше чем в предыдущих альбомах. Альбом выпущен только на CD, потому что содержит композиций больше, чем может поместиться на пластинке.

## Список композиций
- Диск CD: ZYX Music — ZYX 20239-2 (ZYX 20239D-2), Hotsound Records — HS 9300 CD

Слова и музыка всех песен — Михиль ван дер Кёй.
| №                   | Название                       | Длительность |
| ------------------- | ------------------------------ | ------------ |
| 1.                  | «Enemy on Earth (Vocoder Mix)» | 5:17         |
| 2.                  | «Land of Nowhere»              | 4:51         |
| 3.                  | «Fire on Ice»                  | 5:22         |
| 4.                  | «Hypermagic»                   | 5:32         |
| 5.                  | «Through the Dark»             | 5:18         |
| 6.                  | «Magnetic Clouds»              | 5:55         |
| 7.                  | «Target on Position»           | 6:01         |
| 8.                  | «Mysterious Demon1»            | 5:06         |
| 9.                  | «One From a Hostile Gang»      | 5:16         |
| 10.                 | «Speedmaniac»                  | 5:17         |
| 11.                 | «Enemy on Earth (Space Mix)»   | 5:22         |
| Общая длительность: | Общая длительность:            | 59:17        |

1На обложке релиза от ZYX Music напечатано некорректное название 8 трека, как «Mysterious»

## Инструменты
- Akai MPC 60 — семплер + секвенсор
- E-mu Emax — семплер
- Ensoniq ESQ-1  (англ.) — синтезатор
- Korg DVP-1 Digital Voice Processor
- Korg M1, Korg Polysix  (англ.)
- Korg Monotron Delay — аналоговый ленточный синтезатор
- LinnDrum LM2  (англ.) — ударные
- Oberheim OB-Xa  (англ.) — синтезатор
- Roland JX-10  (англ.) — синтезатор
- Roland Juno-60  (англ.), Roland Juno-106  (англ.)
- Roland MSQ-100, Roland TR-808
- Yamaha FB-01, Yamaha REV 500

## Авторство произведений
Обложка голландского альбома (Hotsound Records) не содержит информации о композиторе. На обложке немецкого издания (ZYX Music) в качестве автора указан Эрик ван Флит (Erik van Vliet). В свою очередь, на обложке польского издания (Snake' s Music) в качестве композиторов указаны оба участника проекта Laserdance. По словам Михиля, ван Флит никогда не выполнял в Laserdance функции ни композитора, ни исполнителя. Будучи исполнительным продюсером, ван Флит купил авторские права у настоящего автора и, таким образом, мог поместить свое имя в композиции, которые он никогда не создавал.
Над обложкой альбома работал голландский график и композитор Эдвин ван дер Лааг (Edwin van der Laag), который одновременно работал с Эриком ван Флитом над другим проектом под названием Syntech.
Это единственный компакт-диск, который был выпущен в двух версиях: одна версия стерео, а другая — в формате Dolby Surround. Для версии Dolby к номеру диска добавлена буква D (ZYX 20239D-2), сам диск с чёрной наклейкой, а на обложке надпись Dolby Surround.